# Le Prince des nuages
Le Prince des nuages est une trilogie de romans écrits par Christophe Galfard et illustrés par Vincent Dutrait. Destinés aux lecteurs de neuf ans et plus, ce sont des romans à la fois d'aventure et de vulgarisation scientifique.

## Résumé
Le Prince des nuages est une série de science-fiction dont l'histoire se déroule dans un monde futuriste où la surface de la Terre, ravagée par la pollution, est devenue inhabitable. L'humanité a trouvé refuge au-dessus des nuages, où des villes et villages sont regroupés en royaumes. L'histoire commence alors que les protagonistes ont douze ans.
Les principaux personnages sont Tristam Drake, Myrtille Landow et Tom Briggs, trois adolescents nés sur le Blueberry, un nuage perdu au milieu de l'océan et construit loin de tout pour protéger Myrtille, dont le père, roi des Nuages du Nord, a été détrôné par le Tyran.
Les aventures à travers le ciel des trois héros vont les mener à défier le Tyran. Ils découvriront qu'il a aboli l'enseignement des sciences et qu'il tente, pour asseoir son pouvoir sur le monde, de transformer le climat de la Terre en une arme de guerre. Pour le combattre, Tristam, Myrtille et Tom vont devoir comprendre comment fonctionne la Nature.

## Tomes

### Le Blueberry
- Publication : 2009.
- (ISBN 978-2-2661-8756-5).
- Résumé :
  - Tristam Drake est né sur un nuage, loin de tout, à 2 000 mètres au-dessus de l'océan.
  - Dans son village se cache Myrtille, la fille du roi des Nuages du Nord qu'un tyran cruel a détrôné. Le jour où l'armée du despote retrouve sa trace et arrête tous les habitants, seuls Tristam et son ami Tom réussissent à s'échapper. À la recherche de Myrtille, ils vont découvrir le sinistre dessein du Tyran : transformer le climat de la planète en une véritable arme de guerre.
  - Pour l'en empêcher, Tristam et Tom devront parcourir le ciel et tout apprendre des éclairs et des nuages, de la nuit et des étoiles…

### Le Matin des trois soleils
- Publication : 2012.
- (ISBN 978-2-2662-8756-2).
- Résumé :
  - Myrtille, la princesse des Nuages du Nord, et son ami Tristam se sont échoués à la surface de la Terre, au cœur d’une des dernières forêts. Pour survivre dans cet environnement hostile et retourner au Royaume des Nuages, ils devront percer les mystères de la nature : comprendre pourquoi la mer est salée, observer l’impact des pôles sur le climat de la Terre…
  - À l’autre bout du ciel, Tom, le meilleur élève de leur village, est emprisonné dans un nuage géant. Seul au monde, il ne va pouvoir compter que sur son intelligence pour se tirer des griffes du cruel seigneur des Nuages du Centre…

### La Colère du ciel et du vent
- Publication : 2013.
- (ISBN 978-2-2662-4303-2).
- Résumé :
- Tom est devenu le héros d’Ygrektone, l’école scientifique d’élite où le Tyran forme ses élèves à la maîtrise des forces de la nature. Il ne sait pas encore que Myrtille erre, désemparée, dans les ruines du royaume détruit de son père, ni que Tristam, prisonnier sur un nuage itinérant, tente sans succès de ressentir les vents.
- Tristam, Myrtille et Tom arriveront-ils tout de même à se retrouver ? Comprendront-ils pourquoi les continents bougent, d’où vient la chaleur de notre monde et comment les volcans se réveillent... avant que le Tyran ne ravage la vie sur Terre à l’aide d’une arme aussi secrète que terrifiante ?

### Intégrale
- Le Prince des nuages : Intégrale (la trilogie en un seul ouvrage), 2015  (ISBN 978-2-2662-6209-5)

## Science
Le Prince des nuages a pour objectif de décrire, à travers une histoire d'aventure, divers aspects scientifiques de notre monde. On y découvre notamment le fonctionnement du climat de la Terre, comment naissent les vents et les nuages, comment naissent et meurent les étoiles, pourquoi le ciel est bleu le jour et devient rouge le soir, ce qui se cache dans le noir de la nuit, entre les étoiles.
À chaque fin de chapitre, un encadré présenté sous forme de parchemin permet de creuser certaines questions scientifiques. Un cahier photo situé au milieu de l'ouvrage reprend en images les principales thématiques scientifiques du livre et un cahier spécial permet de reconnaître, en images, les différents nuages que l'on peut apercevoir dans le ciel.
Cette démarche se situe dans la lignée de George et les Secrets de l'univers, coécrit avec Stephen Hawking et sa fille Lucy.

## Prix
Les deux premiers tomes du Prince des nuages ont reçu plusieurs prix littéraires et de vulgarisation scientifique, dont notamment :
Livre I
- « Le goût des Sciences 2009 : La science expliquée aux jeunes » décerné par le ministère de l'Enseignement supérieur et de la Recherche français[4] ;
- prix 12/14 ans décerné lors de la Foire du livre de Brive-la-Gaillarde en 2009[5] pour le meilleur roman jeunesse 2009[6] ;
- prix littéraire des Vosges du jeune lecteur 2010[7] ;
- prix collégiens du Musée des Confluences 2010[8].

Livre II
- Véolia Environnement 2013, mention jeunesse, décerné par la Fondation Véolia[9].